# Yann-Vari Perrot
Yann-Vari Perrot (Plouarzel, Finisterre, 1877 - Scrignac, 12 de desembre de 1943) fou un sacerdot i activista nacional bretó. Pertanyia a una família de pagesos pobres bretonòfons, el 1889 va estudiar a Guingamp i després als seminaris de Pont-Croix i Quimper.

## Els inicis
El 1904 fou vicari de Saint-Vougay, on creà el Paotred Sant-Nouga, cercle de formació de la joventut que serà el nucli del Bleun Brug (Flor de Bruc), fundat per ell el 1905. El 1911 també fou nomenat director de la revista Feiz ha Breiz.
El març de 1914 fou enviat de vicari a Saint-Thégonnec, però l'agost fou mobilitzat a Lesneven. Allí demanà unir-se com a voluntari als Groupe des Brancardiers Divisionnaires i a la fi de la primera guerra mundial fou condecorat. Militant cultural del nacionalisme bretó, el 1920 fou nomenat vicari a Plouguerneau. El 1922 creà el patronatge Michel Le Nobletz i organitzà representacions teatrals amb el seu ajudant, Yves Floc'h. El 1932 el seu secretari fou Herry Caouissin, i com que la jerarquia eclesiàstica desaprovava la seva militància cultural, fou traslladat a Saint-Vougay i el 1930 a Scrignac, on el 1937 va fer construir la capella de Koat-Keo. El 8 de juliol de 1941 formaria també part del la comissió d'escriptors que va adoptar l'ortografia unificada del bretó (peurunvan).

## Durant l'ocupació
El 16 d'octubre de 1939 fou detingut per l'acusació d'haver tallat el telègraf a Huelgoat, però fou declarat innocent. Hom afirma que va finançar les armes proporcionades per l'Abwehr al Partit Nacional Bretó i que foren desembarcades a Locquirec. Durant l'ocupació va continuar les seves activitats i dirigí Feiz ha Breiz, on va alternar alguns articles de caràcter antisemita amb la condemna del paganisme defensat pels nazis, cosa que el va fer polemitzar amb Olier Mordrel.
Desafiant la prohibició de Monsenyor Adolphe Duparc de elebrar les festes de Bleun Brug durant l'ocupació, va organitzar les festes de Tréguier el 29 i el 30 d'agost de 1942 en ocasió del 500 aniversari de la mort del duc Joan V de Bretanya. L'octubre de 1942 fou nomenat membre del Comitè Consultiu de Bretanya (CCB), assemblea no electa creada pel prefecte regional Jean Quénette per a presentar propostes en els àmbits de la llengua i la cultura bretones.
El mossèn també amaga aviadors aliats, d'acord amb una declaració esmentada en el llibre de Jean-Jacques Monnier Résistance et conscience bretonne, però no hi havia cap altra evidència que recolzi aquesta tesi. Per contra, Kristian Hamon cita un exemple d'una d'aquestes cartes de delació dels seus feligresos.
Més tard, la seva rectoria fou parcialment requisada pels ocupants o fou acusat d'albergar soldats alemanys. El 7 d'agost de 1943, les maniobres de Bagadou Stourm acabaren a Scrignac. Mossèn Perrot simpatitzà molt amb el PNB. Va donar hospitalitat a la joventut del Bagadou Stourm (alguns dels quals s'han sumat a la resistència, com el Grup Llibertat de Saint-Nazaire, i que es convertí en una milícia nazi), que maniobra al Finisterre i els dos líders, Yann Goulet, i L'Haridon, van ser detinguts per la policia francesa i posat en llibertat pels alemanys.

## La seva mort
Mossèn Perrot va ser assassinat el 12 de desembre 1943 per Jean Thépaut, un membre de l'organització especial del Partit Comunista Francès a Scaër, a causa que sospitaven que havia fet d'informador i havia col·laborat amb els ocupants Kristian Hamon cita un exemple d'una d'aquestes cartes de denúncia dels seus feligresos, però no demostra que fos ell el denunciant. Sembla, en vista dels diferents testimonis posteriors, que Jean-Marie Perrot, un sacerdot catòlic a una parròquia molt coneguda pel seu anticlericalisme violent, i el seu activisme bretonant que li despertava simpaties en militants de totes les tendències (d'extrema dreta, com Lainé, o activistes d'esquerra, com Yann Sohier), va ser finalment víctima de l'odi exacerbat que va culminar a Bretanya i a França el 1943 -1944.
Després de la mort de l'Abbé Perrot, Celestin Lainé va allistar seixanta homes que s'agrupen sota el nom de Bezen Kadoudal. Ael Péresse, segon de Laîné, suggerí que fos batejada com a Bezen Perrot. El fet que col·laboressin activament amb els alemanys va lligar el nom del sacerdot a les seves accions. Tenia un director de consciència, Dom Alexis Presse, que havis amagat armes en el desembarcament de Plestin.
El seu record ha provocat polèmiques entre els nacionalistes bretons com la que es produí entre Ronan Caouissin i el director del grup teatral Le Pays Pagan. Posteriorment es creà l'associació Unvaniez Koad Kev per tal de defensar la seva memòria, dirigida des de 1957 per Yves Craff. Tanmateix, el 2005 va prendre la direcció Roland de la Morinière, membre del grup nacionalista Adsav, i que gaudeix del suport d'antics membres del Front Nacional.

## Obres
- Alanik al Louarn. Pe "n'euz den fin n'en deuz e goulz". Pez c'hoari plijadurus rimet e daou Arvest, Brest, Moullerez "Ar c'hourrier", 1905. Adaptació en vers de la "Farce de maître Pathelin".
- Buez ar zent, Ar Gwaziou, Morlaix, 1911
- An Aotrou Kerlaban, adaptació de la peça de Molière Monsieur de Pourceaugnac.
- E-tal ar poull, adaptació de La Farce du Cuvier, representada per Strollad ar Vro Bagan.
- Nonik, ar filouter fin. Adaptació de Fourberies de Scapin de Molière.